# Stelis microtis
Stelis microtis är en orkidéart som beskrevs av Heinrich Gustav Reichenbach. Stelis microtis ingår i släktet Stelis och familjen orkidéer. Inga underarter finns listade i Catalogue of Life.